# 横江駅
横江駅（よこええき）は富山県中新川郡立山町横江にある富山地方鉄道立山線の駅である。駅番号はT52。

## 歴史
開業当初の当駅の駅名は尖山駅（とがりやまえき）で、横江駅は当駅の600 m千垣駅寄りに別の駅としてあった。1965年に駅名の変更があり、当駅が横江駅に、それまでの横江駅は上横江駅にそれぞれ改称となっている。
その後、モータリゼーションと上横江駅が横江の集落から離れていたことの影響により、上横江駅は1997年（平成9年）4月1日に廃止されている。なお、廃止前は上横江駅通過の普通電車も多かった。

### 年表
- 1921年（大正10年）10月11日：当駅とは別の横江駅が開業。
- 1931年（昭和6年）5月15日：岩峅寺駅 - 横江駅間に尖山駅として当駅が開業。
- 1965年（昭和40年）4月15日：当駅の名称を尖山駅から横江駅に改称。同時に、横江駅は上横江駅に改称[1]。
- 1997年（平成9年）4月1日：上横江駅が廃止。

## 駅構造
単式ホーム1面1線を有する地上駅。かつては島式ホーム1面2線を有する構造であったが、2005年（平成17年）には片側の1線が撤去されている。木造駅舎を有する。

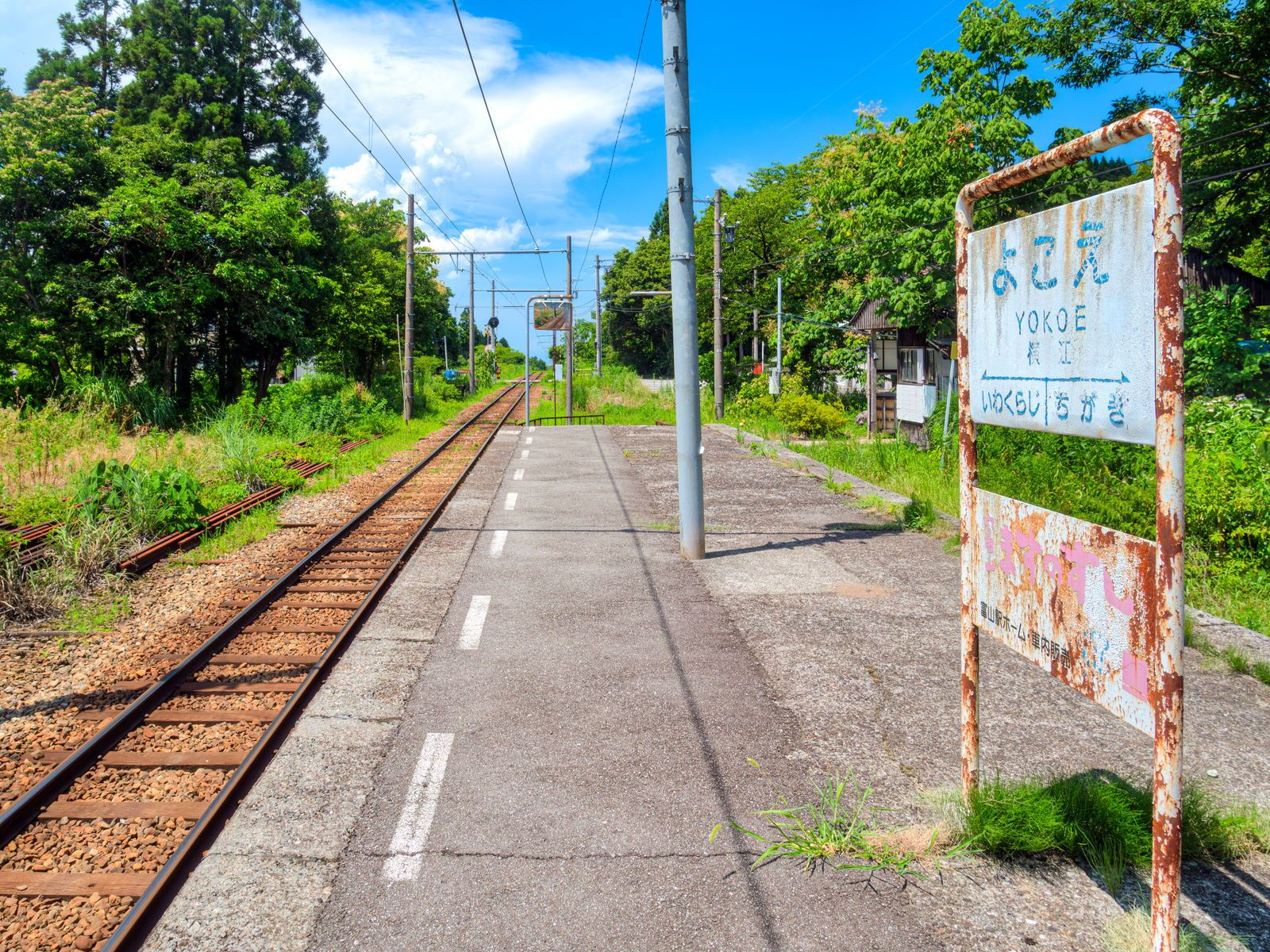
横江駅ホーム(2023年8月)

## 利用状況
「統計たてやま」によると、2019年度の1日平均乗降人員は54人であった。
近年の1日平均乗降人員は以下の通り。
| 年度   | 1日平均 乗降人員 |
| ------ | ---------------- |
| 2004年 | 48               |
| 2005年 | 49               |
| 2006年 | 50               |
| 2007年 | 49               |
| 2008年 | 49               |
| 2009年 | 48               |
| 2010年 | 47               |
| 2011年 | 48               |
| 2012年 | 48               |
| 2013年 | 49               |
| 2014年 | 49               |
| 2015年 | 51               |
| 2016年 | 50               |
| 2017年 | 52               |
| 2018年 | 53               |
| 2019年 | 54               |
| 2020年 | 45               |
| 2021年 | 46               |
| 2022年 | 45               |
| 2023年 | 3                |

## 駅周辺
- 尖山登山口
- 横江頭首工
- 立山サンダーバード - 個性的な品揃えで有名なコンビニエンスストア[3]。

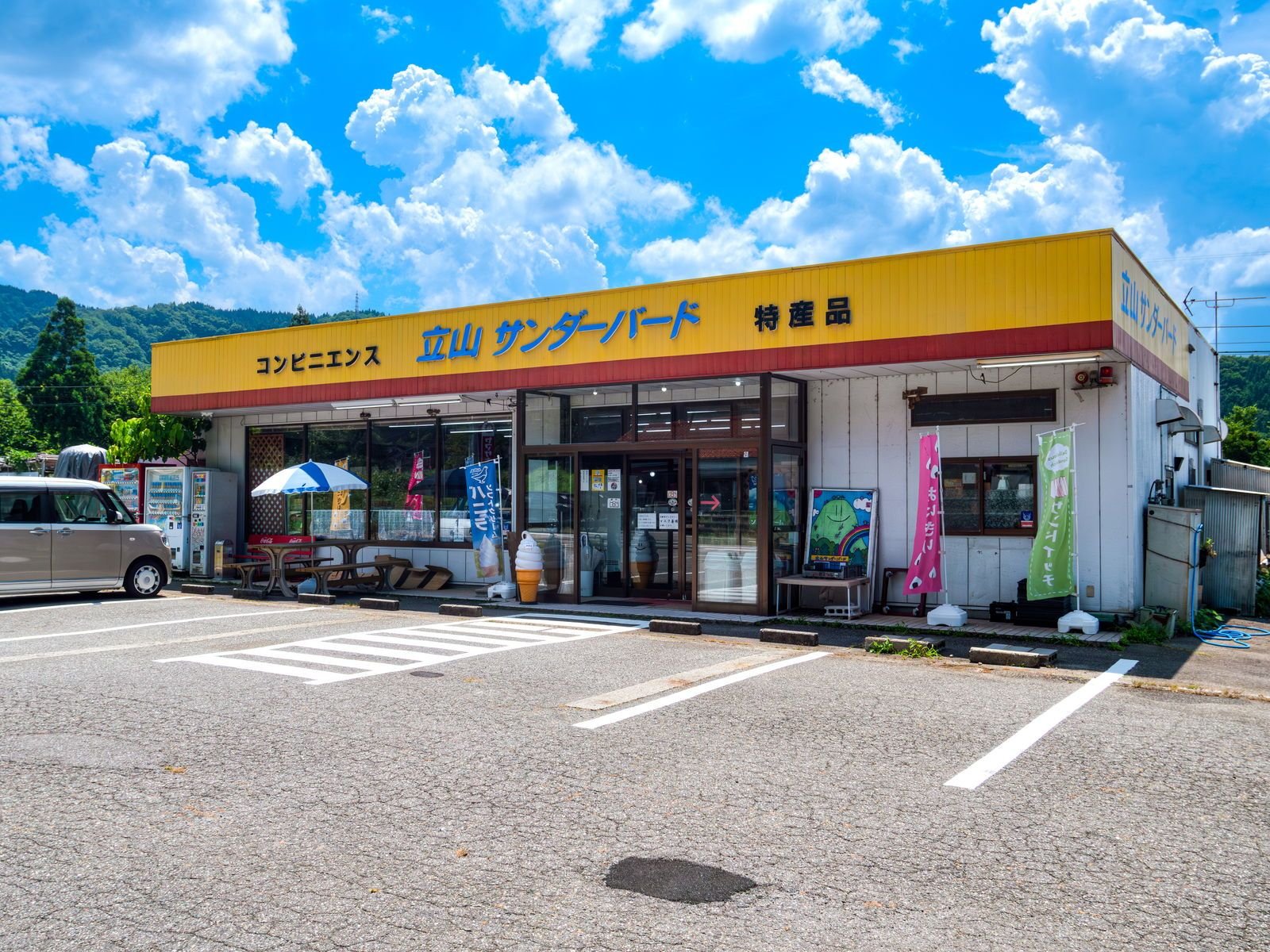
立山サンダーバード(2023年8月)

## 隣の駅
富山地方鉄道
■立山線
■アルペン特急・■特急
通過
■普通
岩峅寺駅 (T51) - 横江駅 (T52) - 千垣駅 (T53)